# Moleno

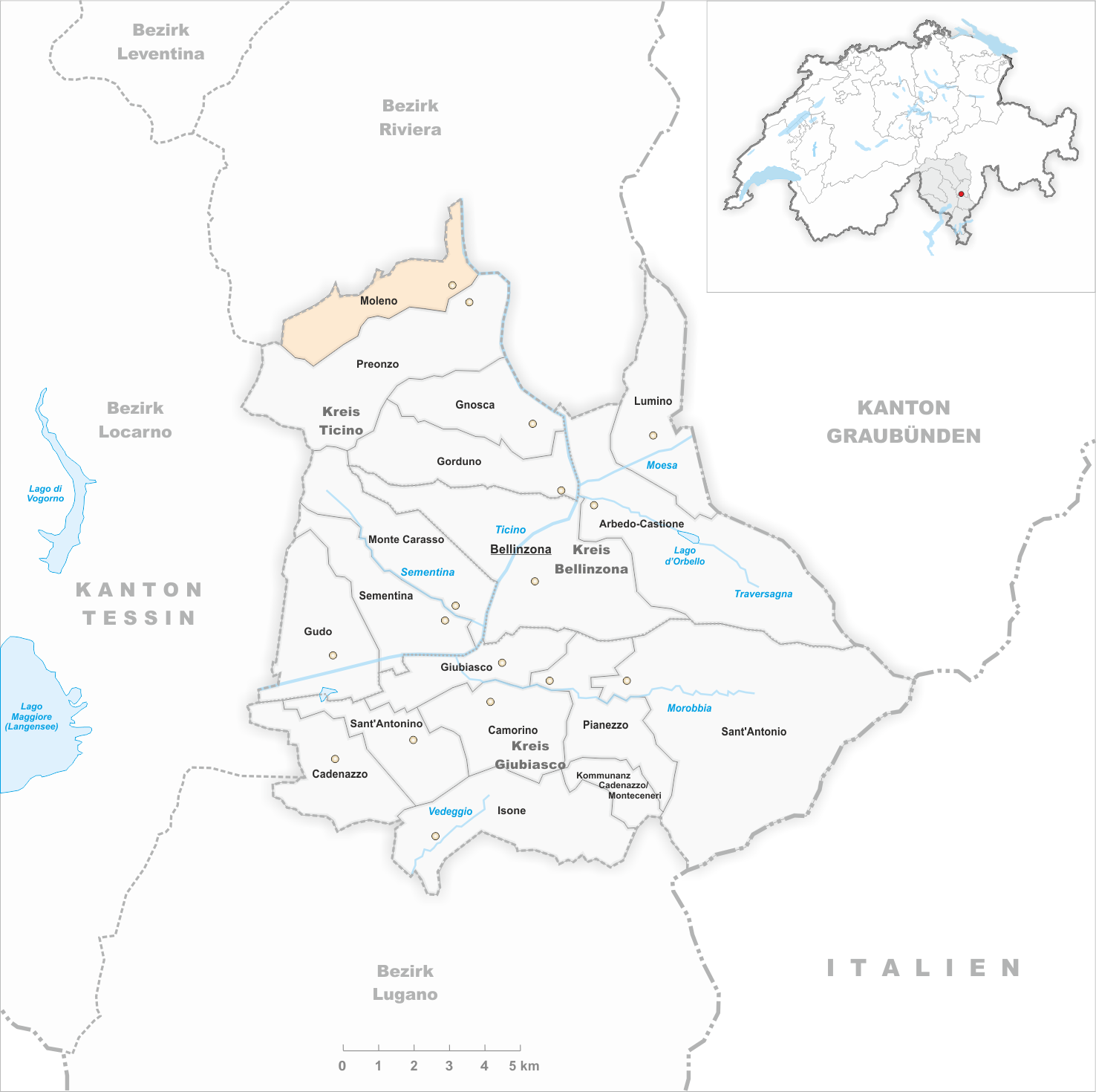
Gemeindestand vor der Fusion am 1. April 2017

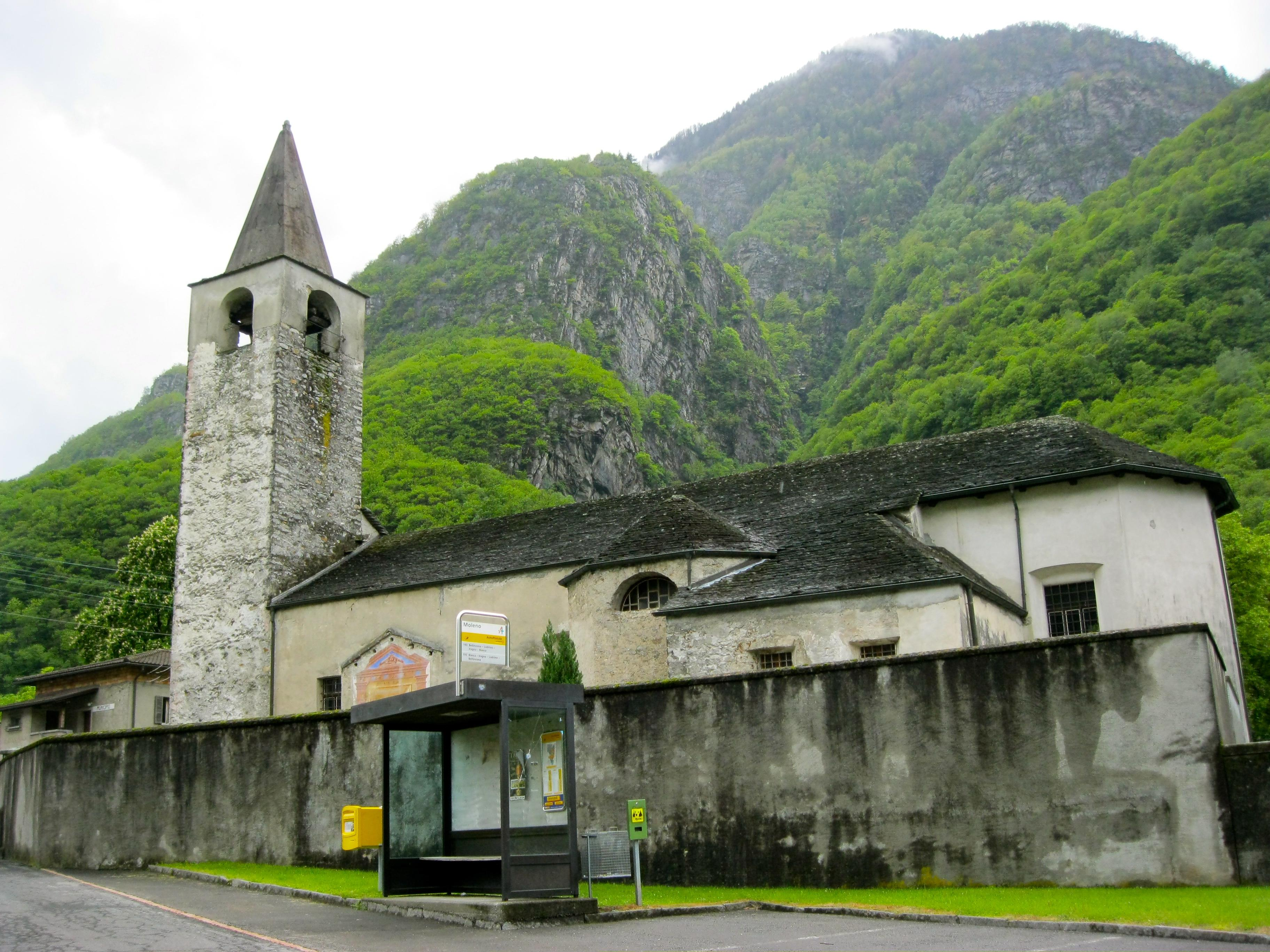
Kirche San Vittore Mauro

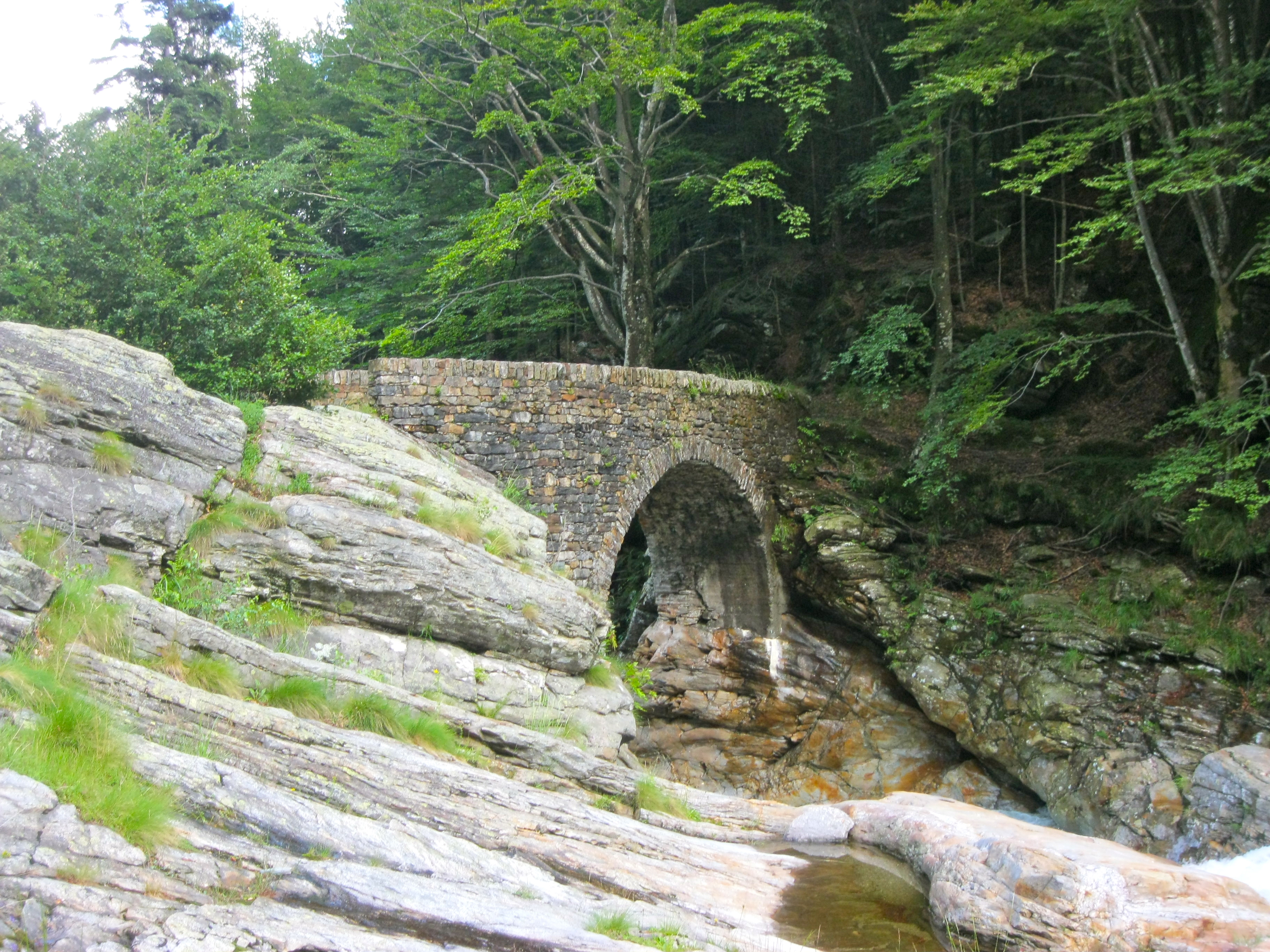
Ripiano Brücke

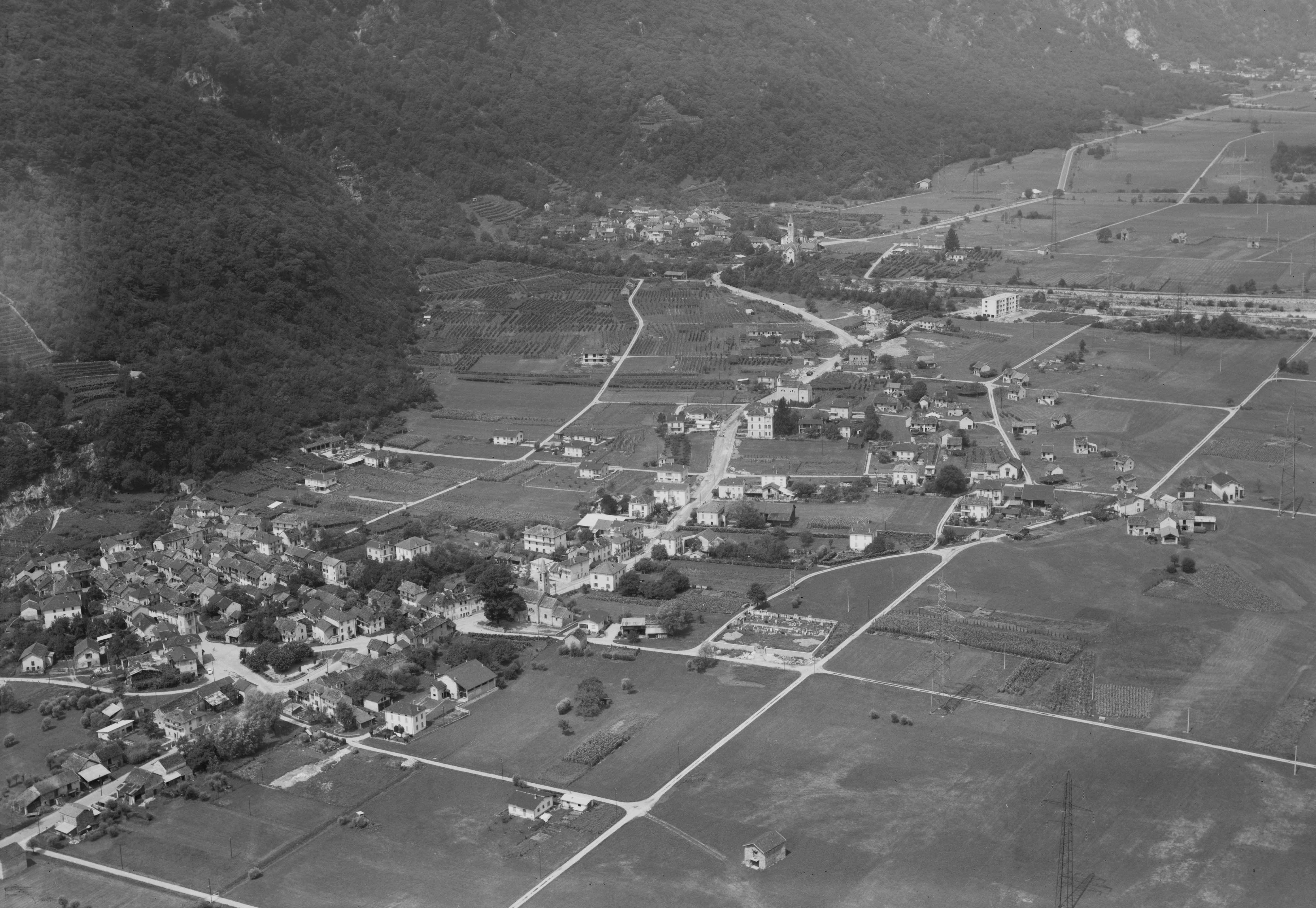
Luftbild von Werner Friedli (Fotograf) (1964); Moleno liegt im Hintergrund, deutlicher sichtbar ist Preonzo

Moleno (lombardisch Mòlon [ˈmɔlon]) ist ein Ortsteil der Gemeinde Bellinzona im Schweizer Kanton Tessin. Bis zum 1. April 2017 bildete er eine selbständige politische Gemeinde, die zum damaligen Kreis Ticino gehörte.

## Geographie
Moleno liegt südlich der Leventina in der Riviera am westlichen Ufer des Flusses Tessin, ungefähr 8 Kilometer nördlich des Zentrums der Kantonshauptstadt Bellinzona.

## Geschichte
Das Dorf findet sich erstmals 1213 als de Moleno (Abschrift von 1588) erwähnt, dann 1256 als a Rivo de Moline. Von 1181 an besassen die Capitanei von Locarno Zehntenrechte, die sie vom Bischof von Como erhalten hatten. Moleno bildete im Mittelalter eine Nachbarschaft (vicinia) mit Preonzo und besass eigene Statuten; 1335 ist es als Gemeinde der Grafschaft Bellinzona bezeugt.
Am 2. April 2017 schloss sich Moleno mit den damaligen Gemeinden Camorino, Claro, Giubiasco, Gnosca, Gorduno, Gudo, Monte Carasso, Pianezzo, Preonzo, Sant’Antonio und Sementina der Gemeinde Bellinzona an.

## Bevölkerung
Einwohnerzahlen: Volkszählungsdaten

## Sehenswürdigkeiten
Das Dorfbild ist im Inventar der schützenswerten Ortsbilder der Schweiz (ISOS) als schützenswertes Ortsbild der Schweiz von nationaler Bedeutung eingestuft.
- Pfarrkirche San Vittore Mauro[5]
- Wohnhaus mit Fresko Madonna mit Kind und Heilige[5]
- Ripiano-Steinbrücke[5]